# SG레일 A000호대 전동차
SG레일 A000호대 전동차는 GTX-A에 사용된 열차이며 현대로템이 제작하고 SG레일이 소유 및 운영한 열차이다. 신 실리콘 카바이드(SiC) 신소재를 기반으로 IGBT 인버터를 탑재하였으며, 부산교통공사 1000호대 전동차와 같은 3도어 전동차이다.

## 갤러리
- 좌석의 모습
- 차량 내부
- A05편성 내부
- A06편성 내부

## 현황

### 1차분
2024년 하반기에 개통한 수도권 광역급행철도 A노선의 운정 ~ 서울 구간 운행을 위해 SG레일이 발주하여 도입되었다.
| 차호    | 도입 시기 | 운행 중단 시기 | 비고                               |
| ------- | --------- | -------------- | ---------------------------------- |
| 01 호기 | 2023년    | 운행 중        | 수서 ~ 동탄 구간에서 운행 중이다.  |
| 02 호기 | 2023년    | 운행 중        |                                    |
| 03 호기 | 2023년    | 운행 중        |                                    |
| 04 호기 | 2023년    | 운행 중        |                                    |
| 05 호기 | 2023년    | 운행 중        |                                    |
| 06 호기 | 2023년    | 운행 중        |                                    |
| 07 호기 | 2023년    | 운행 중        |                                    |
| 08 호기 | 2023년    | 운행 중        |                                    |
| 09 호기 | 2023년    | 운행 중        |                                    |
| 10 호기 | 2023년    | 운행 중        |                                    |
| 11 호기 | 2024년    | 운행 중        |                                    |
| 12 호기 | 2024년    | 운행 중        |                                    |
| 13 호기 | 2024년    | 운행 중        |                                    |
| 14 호기 | 2024년    | 운행 중        |                                    |
| 15 호기 | 2024년    | 운행 중        | 차량 상부에 검측장치가 설치되었다. |

### 2차분
2024년 상반기에 개통한 수도권 광역급행철도 A노선의 수서 ~ 동탄 구간 운행을 위해 국가철도공단이 발주하여 도입되었다.
| 차호    | 도입 시기 | 운행 중단 시기 | 비고                            |
| ------- | --------- | -------------- | ------------------------------- |
| 16 호기 | 2023년    | 운행 중        | 수서~동탄 구간에서 운행 중이다. |
| 17 호기 | 2023년    | 운행 중        | 수서~동탄 구간에서 운행 중이다. |
| 18 호기 | 2023년    | 운행 중        | 수서~동탄 구간에서 운행 중이다. |
| 19 호기 | 2024년    | 운행 중        | 수서~동탄 구간에서 운행 중이다. |
| 20 호기 | 2023년    | 운행 중        | 수서~동탄 구간에서 운행 중이다. |